# 다다 하야오

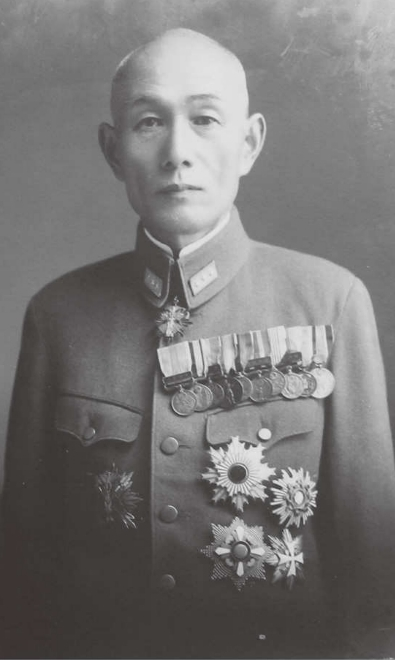
다다 하야오

다다 하야오(多田駿, 1882년 ~ 1948년)는 일본 제국의 육군 군인이다. 또한 A급 전범 용의자로 지목되었으며, 1948년 위암으로 사망하였다.